# Mesochorus alternus
Mesochorus alternus är en stekelart som beskrevs av Schwenke 1999. Mesochorus alternus ingår i släktet Mesochorus och familjen brokparasitsteklar. Inga underarter finns listade i Catalogue of Life.